# Linha Curzon

Linha Curzon em 1945

A Linha Curzon é uma linha fronteiriça e de armistício entre a Polónia e a República Socialista Federada Soviética da Rússia proposta pela Conferência de Paz de Paris em 1919 por uma comunidade presidida por Lord Curzon.
A Polónia rejeitou o acordo e, entre as I e II Guerras Mundiais, estendeu os seus limites para este e sul.
Em 1946, a fronteira soviético-polaca estabeleceu-se sobre a dita linha.